# Treufoc (sèrie de televisió)
Treufoc és una sèrie de televisió policíaca mallorquina produïda per IB3. Està dirigida per Lluís Prieto, Toti García i David Mataró, i protagonitzada per Queralt Albinyana, Paloma Navarro i Aina Jagla. Fou estrenada el 29 de maig del 2017 i se n'han emès tres temporades. El 2018 Federation Entertainment en va adquirir els drets de distribució internacional. Guanyà el premi Pello Sarasola a millor programa autonòmic 2017, atorgat per la FORTA.

## Argument
Un grup de la policia judicial investiga uns casos d'assassinat que passen a les Illes Balears i que són imitacions d'assassinats ocorreguts al segle xvii durant la guerra de Canamunt i Canavall. Dos policies, un forense i una experta informàtica, cerquen un assassí que selecciona les víctimes, gent amb molt de poder i amb un passat fosc, i les mata amb moltes similituds històriques. El grup d'investigació descobrirà que persegueixen un assassí que cerca revenja, en un entramat d'abús de poder, corrupció i morts.

## Repartiment
- Queralt Albinyana, com a Aina.
- Salvador Miralles, com a Pep.
- Sergio Baos, com a Comissari Gómez.
- Paloma Navarro, com a Superior Vidal.
- Marga López, com a Doctora Cabot.
- Aina Jagla, com a Marina.
- Joan Fullana, com a Dani.
- Joan Miquel Artigues, com a Damià. Només la primera temporada.
- Jordi Rebellón, com a Niu, forense. Només la primera temporada.

## Capítols

### Primera temporada. 10 capítols
Un grup de la policia judicial investiga uns casos d’assassinat que estan succeint a les illes i que són imitacions d’assassinats ocorreguts al segle XVII durant la guerra de Canamunt i Canavall. Dos policies, un forense i una experta informàtica cerquen un assassí que selecciona les víctimes, gent amb molt de poder i amb un passat fosc, i acaba amb elles amb moltes similituds històriques. El grup d’investigació descobrirà que estan perseguint un assassí que cerca revenja, en un entramat d’abús de poder, corrupció i morts.

### Segona temporada. 10 capítols
Comencen a aparèixer cadàvers a la Mallorca rural que sembla que responen a les víctimes d’un assassí en sèrie: tots els assassinats tenen un patró i s’hi detecta acarnissament. El primer mort apareix a fora vila i el cas s’assigna a la Guàrdia Civil. A la vegada, com que la víctima és, per casualitat, un testimoni d’un altre cas de n’Aina, policia nacional, els dos cossos de seguretat es veuen obligats a col·laborar. D’aquesta manera en Pep i n’Aina comencen a treballar junts.
Al tercer cadàver que apareix, els agents descobreixen que totes les víctimes tenen una cosa en comú: El seu passat.
A partir d’aquí, la investigació agafa una dimensió històrica. Els agents comencen a documentar-se des del 1700 fins a l’actualitat amb la finalitat de poder-se avançar o capturar a l’assassí.

### Tercera temporada. 10 capítols
La tercer temporada comença amb un cas d’assassinat investigat per n’Aina Anglada i l’inspector Torres, qui es convertirà en el seu nou company. A mesura que avancin en la investigació s’adonen que el cas està esquitxat tant per intrigues polítiques, com per les filies sexuals i el món del tràfic de drogues. Paral·lelament es veu com n’Aina s’acosta cada vegada més al que s’amaga darrera de Canamunt i Canavall.